# Vaiaku Lagi Hotel

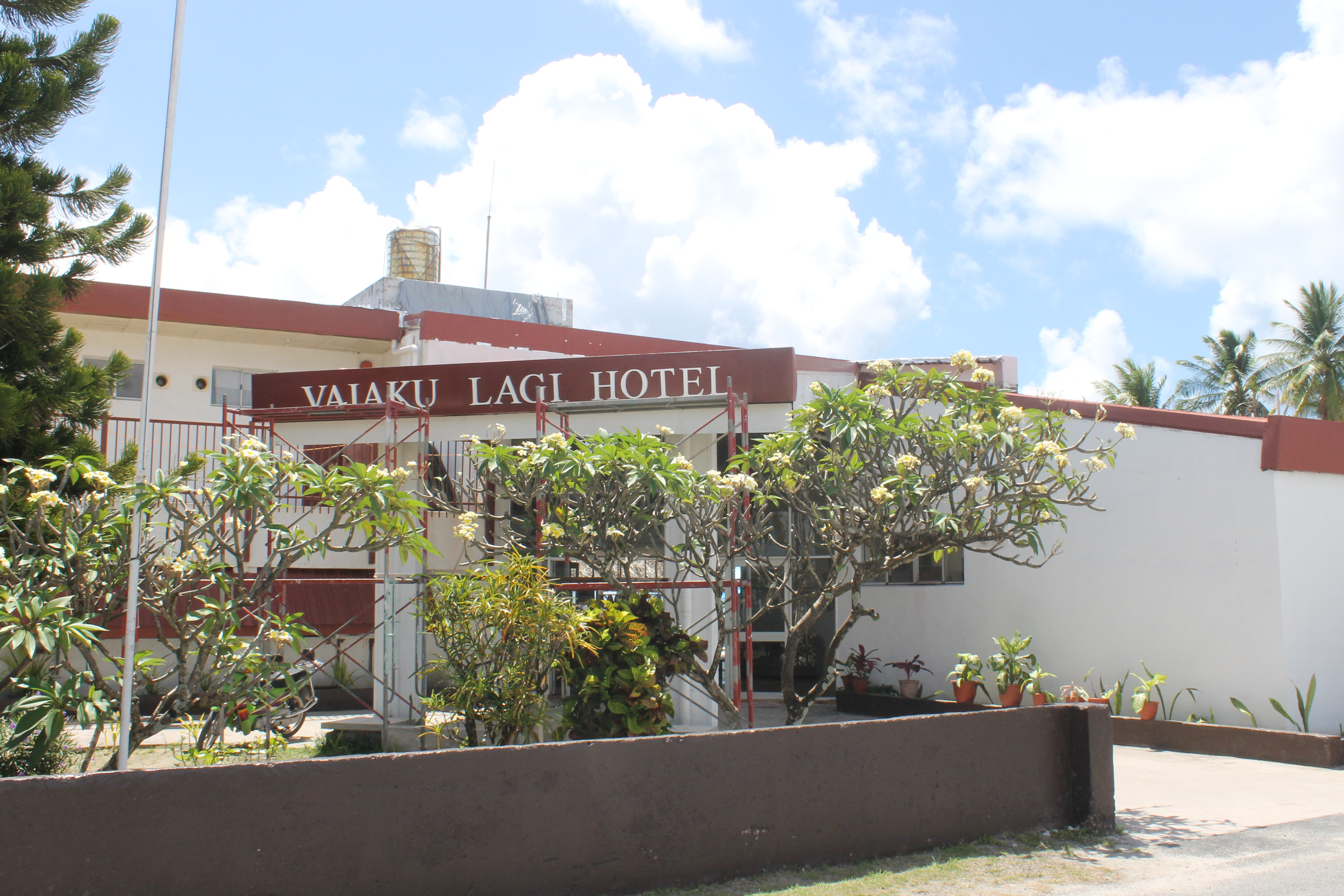
Vaiaku Lagi Hotel.

El Vaiaku Lagi Hotel es un hotel que está ubicado en Funafuti, capital de la nación oceánica de Tuvalu.

## Características
Es el único hotel de Tuvalu, aunque también existen unos pocos albergues sin todas las comodidades de un hotel. Éste es un establecimiento que pertenece al Gobierno de Tuvalu y ha sido recientemente remodelado y reacondicionado para servir a la creciente cantidad de turistas que visita Tuvalu.
Posee 16 habitaciones disponibles en renta en la sección nueva y habitaciones adicionales en el complejo antiguo. Posee un bar, área de barbacoa, y una pista de baile disponible para los invitados.

## Ubicación
El hotel se encuentra frente a la Laguna de Funafuti (conocida como TeNamo en Tuvaluano), con vista al océano occidental.